# 圣马力诺政治
圣马力诺共和国政治制度采用单一议会代议民主共和制框架，其中执政官为其国家元首和政府首脑。圣马力诺共和国采用多党制。行政权由政府掌握；立法权由政府和大议会共同控制；而司法权则独立于行政机关与立法机关之外。
圣马力诺最初由族长会议领导，这是一个由当时圣马力诺境内各家族族长组成的组织。13世纪，族长会议的权力被移交给大议会。1243年，由大议会选举产生两名执政官的制度被确认并沿用至今。